# Перестюк, Руслан Сергеевич
Перестюк Руслан Серге́евич (род. 22 апреля 1991, Харьков) — украинский и российский спортсмен-спринтер. Многократный чемпион и призёр первенства России. Мастер спорта России международного класса.

## Биография

### Универсиада 2013
На летней Универсиаде, которая проходила с 6-го по 17-е июля в Казани, Руслан представлял Украину в двух дисциплинах и завоевал золотую медаль вместе с Сергеем Смеликом, Игорем Бодровым и Виталием Коржем.
В предыдущем раунде украинцы квалифицировались первыми с результатом 38.75 секунды. В финале они улучшили своё время до 38.56, что позволило занять первое место (второе место у японцев (39.12), бронзовые награды у поляков (39.29)).
Также Перестюк участвовал в соревнованиях в беге на 200 метров, где смог пробиться в четвертьфинал.
После присоединения Крыма к России, вместе с Верой Ребрик и рядом других крымских спортсменов принял российское гражданство. Участвовал вне конкурса в чемпионате России в Казани. Позднее заявлялся за Краснодарский край.
- Бронзовый призёр Чемпионата России по лёгкой атлетике 2016 в беге на 100 метров и эстафете.

Руслан Перестюк выиграл «золото» зимнего Чемпионата России по легкой атлетике 2017 года, начавшегося 19 февраля в Москве, показав лучший результат сезона в России в беге на 60 метров. Он преодолел это расстояние за 6,66 секунд.
- Чемпион Чемпионата России по лёгкой атлетике 2018 в эстафете за Краснодарский край, серебряный призёр в беге на 100 м.

- Чемпион Чемпионата России по лёгкой атлетике 2019 в эстафете за Краснодарский край.
- Чемпион Чемпионата России по лёгкой атлетике 2022 в эстафете за Краснодарский край.

Мастер спорта России международного класса. Член сборной команды Российской Федерации. 

## Государственные награды
- Орден «За заслуги» III степени (25 июля 2013) — за достижение высоких спортивных результатов на XXVII Всемирной летней Универсиаде в Казани, самоотверженность и волю к победе, повышение международного авторитета Украины[5].
- Премия Государственного Совета Республики Крым (2020).